# Мейерсон, Эмиль
Эмиль Мейерсо́н (фр. Émile Meyerson; 12 февраля 1859, Люблин, Польша — 4 декабря 1933, Париж) — французский философ и химик еврейского происхождения. Брат польской поэтессы Францишки Арнштайновой.

## Научная деятельность
Область интересов — эпистемология и история науки.
С точки зрения Мейерсона, теория познания изучает формы разума в готовом, овеществлённом знании и потому необходимо становится историко-критическим исследованием науки. В основе разума, по Мейерсону, лежит априорный принцип тождества; познание означает отождествление различного. Категории научной теории, согласно Мейерсону, возникают в результате взаимодействия априорной отождествляющей способности разума с эмпирическим материалом, а поэтому не априорны и не апостериорны, а лишь «правдоподобны».

## Сочинения
- «Тождественность и действительность. Опыт теории естествознания как введение в метафизику» (1908)
- «Об объяснении в науках» (т. 1-2, 1921)
- «Релятивистская дедукция» (1925, работа получила положительную рецензию А.Эйнштейна, который, в частности, писал: «Я считаю, что книга Мейерсона является лучшей из книг по теории познания»)
- «О движении мысли» (1931, основная работа «позднего» Мейерсона)
- «Реальность и детерминизм в квантовой физике» (1933, работа вышла в серии, редактируемой Л. де Бройлем)